# 亚伯拉罕·亚伯·方特斯
亚伯拉罕 "亚伯" 方特斯（英語：Abraham Abe Fortas，1910年6月19日—1982年4月5日），自1965年出任美国最高法院大法官至1969年退休。方特斯来自田纳西州，后来成为了耶鲁的法学教授，还曾为美国证券交易委员会提供咨询服务。富兰克林·德拉诺·罗斯福在位期间，他服务于美国内政部，后来哈利·S·杜鲁门指派他为代表之一组建了联合国。之后，他曾代表林登·约翰逊参与了1948年的民主党参议院第二初级选举争端，并以此与即将成为总统的林登·约翰逊形成了亲密的关系。方特斯曾作为克拉伦斯·厄尔·吉迪恩的律师上诉至美国最高法院，克拉伦斯·厄尔·吉迪恩的案子关系到获得法律援助。作为约翰逊任命的大法官，方特斯与约翰逊总统一直保持着密切的工作关系。1968年，约翰逊試圖提名方特斯首席大法官，但这个提名却遭到了國會強烈反對，方特斯隨後離開了最高法院。从最高法院离开后，方特斯成為私人的執業律師。

## 早年
方特斯出生在田纳西州的孟菲斯。他是家中五个孩子里最小的。他的父母都是英国人，是犹太教正统派，他的父亲是一个家具木匠。方特斯从他父亲那里遗传了对音乐的热爱，他的父亲鼓励他拉小提琴。他在孟菲斯上的公立学校，1926年从South Side高中毕业。毕业之后他上了西南大学（现在的Rhodes College)，并于1930年从那里毕业。
方特斯上了耶鲁法学院，他以全班第二的成绩于1933年毕业。在校期间，他曾是耶鲁法学周刊的总编辑。一位教过他的教授William O. Douglas对方特斯很认可，并安排他留在耶鲁任教并成为了助理教授。
没过多久，Douglas离开了耶鲁到了位于华盛顿哥伦比亚特区的美国证券交易委员会（SEC）任职。方特斯往返于纽哈芬和华盛顿之间为了在耶鲁教课的同时给SEC做顾问。